# Plectrophenax
Plectrophenax Stejneger, 1882 è un genere di uccelli passeriformi della famiglia Calcariidae.

## Etimologia
Il nome scientifico del genere, Plectrophenax, deriva dall'unione di Plectrophanes (sinonimo di Calcarius) col termine greco φεναξ (phenax, "rimpiazzare").

## Descrizione

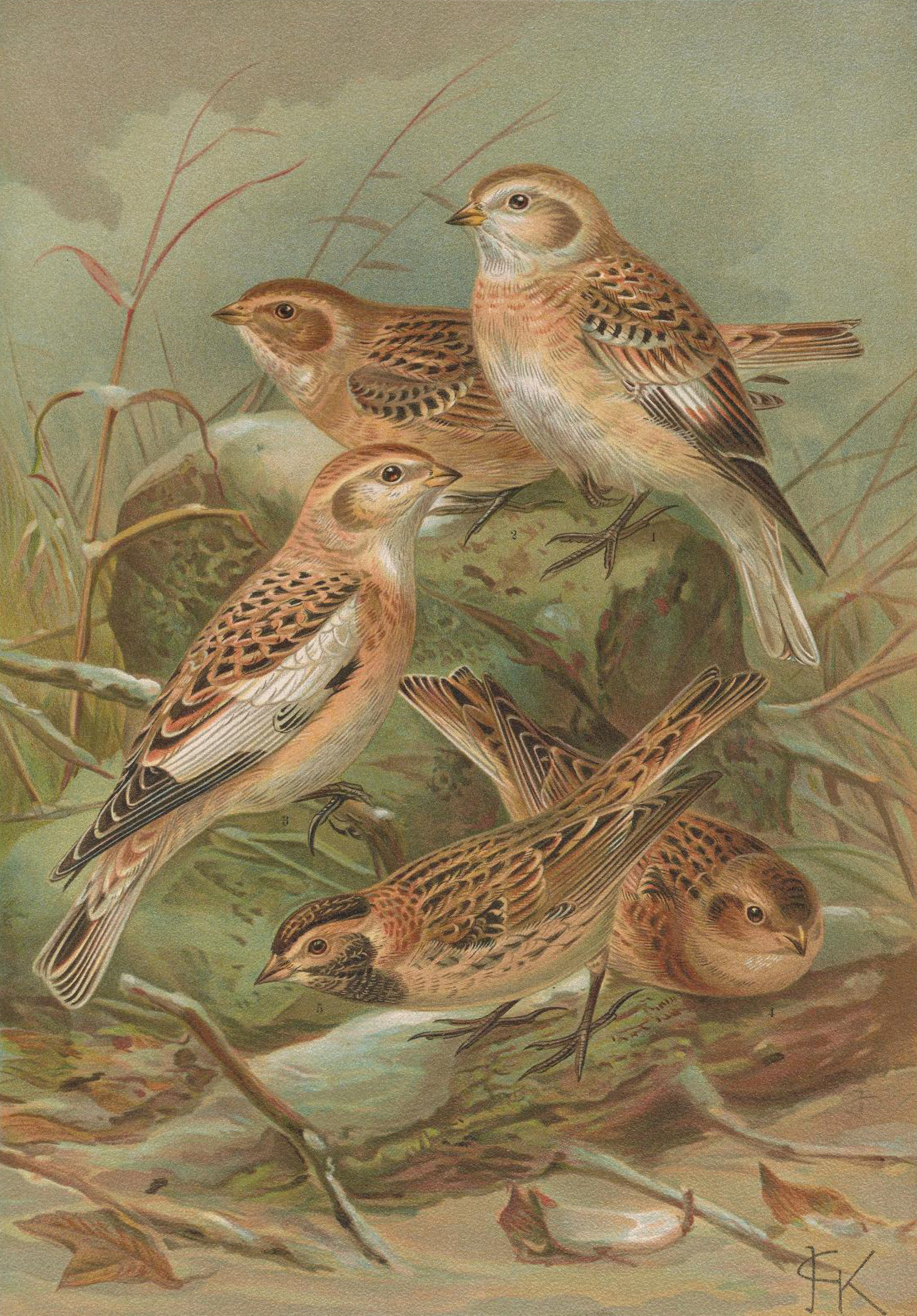
P. nivalis.

Al genere vengono ascritte specie di taglia medio-piccola (14-19 cm), dall'aspetto paffuto e massicico, munite di testa arrotondata, ali appuntite, coda dalla punta lievemente forcuta e forti zampe.

Il piumaggio è quasi completamente bianco nello zigolo di McKay, mentre nello zigolo delle nevi l'area dorsale è di colore grigio scuro: il dimorfismo sessuale è evidente soprattutto in questa ultima specie e durante il periodo degli amori, quando i maschi mostrano piumaggio nuziale con petto rosato e decise sfumature e screziature brune sul dorso, similmente alle femmine (che però mancano del rosa e del bianco ventrali).

## Biologia
Si tratta di uccelli diurni e moderatamente gregari, che durante le migrazioni formano stormi consistenti con specie affini: quando non sono in viaggio si muovono soprattutto al suolo, cercando i semi e le granaglie che rappresentano il loro nutrimento principale.

La stagione degli amori coincide con il periodo caldo: si tratta di uccelli monogami, i cui maschi si occupano di difendere il territorio (le coppie si isolano durante la riproduzione) mentre le femmine costruiscono il nido al suolo e covano, mentre i nidiacei vengono accuditi da ambedue i genitori, che li nutrono quasi esclusivamente con insetti.

## Distribuzione e habitat
Il genere ha distribuzione olartica, ma solo lo zigolo delle nevi popola anche l'Eurasia, mentre lo zigolo di McKay è endemico della fascia costiera occidentale dell'Alaska. La prima specie è migratrice, nidificando lungo le coste più settentrionali dell'emisfero boreale e svernando in Europa orientale, Asia centrale e nel Midwest, la seconda tende alla stanzialità. Rispetto alle altre specie di calcariidi, le due specie ascritte al genere sono maggiormente legate ad ambienti rocciosi.

## Tassonomia

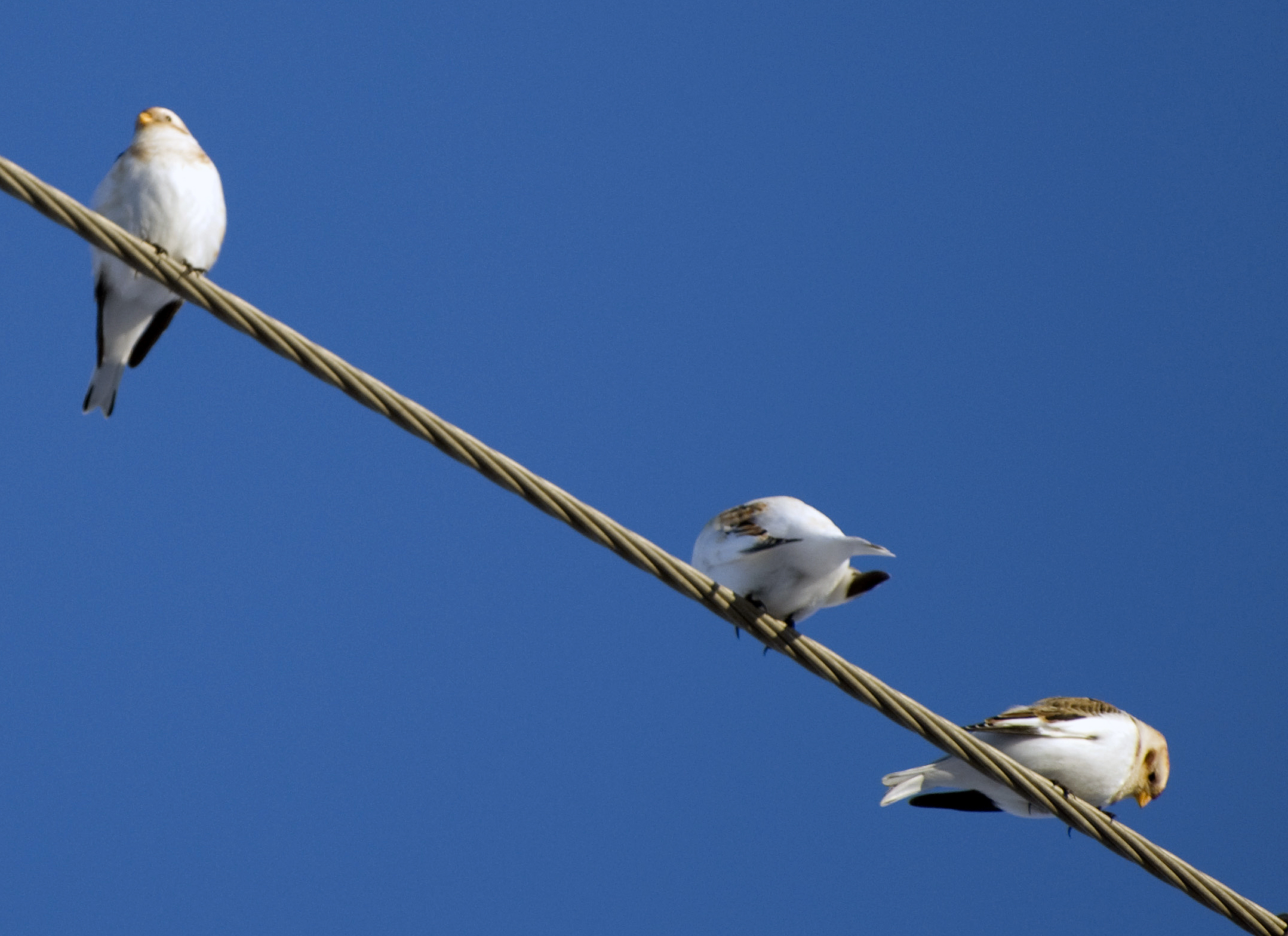
P. hyperboreus (sin) e P. nivalis (dx) sulla penisola di Seward.

Al genere vengono ascritte due specie:
- Plectrophenax nivalis (Linnaeus, 1758) - zigolo delle nevi
- Plectrophenax hyperboreus Ridgway, 1884 - zigolo di McKay

Nell'ambito della famiglia Calcariidae, il genere risulta un taxon fratello rispetto a Rhynchophanes, col quale forma un clade.